# シュノーケル

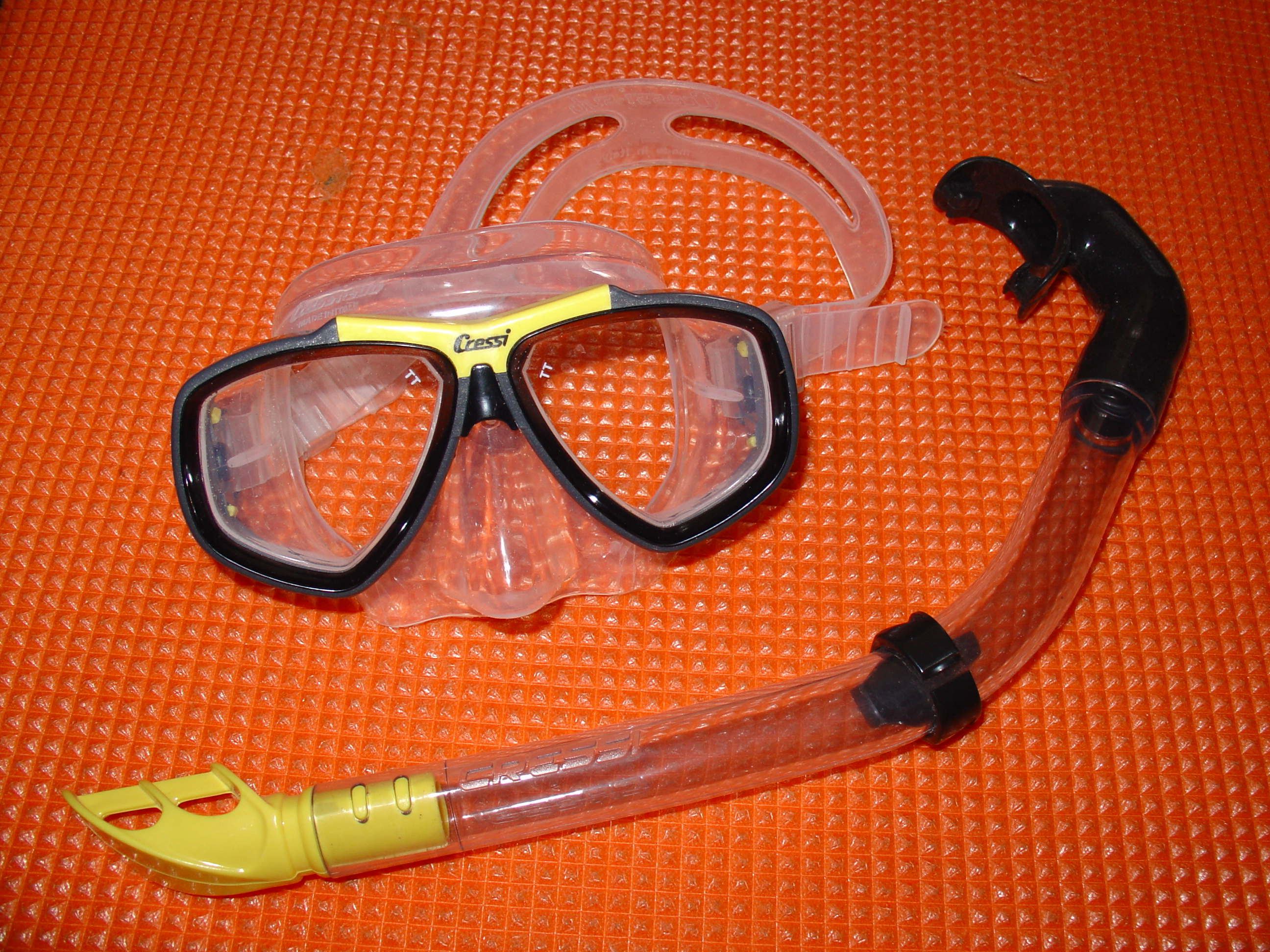
シュノーケルと専用マスク

シュノーケルまたはスノーケル（ドイツ語: Schnörkel, Schnorchel、英語: snorkel）は、ダイバーが水中において呼吸を行えるようにするための用具。この用具を用いて水中で活動することはシュノーケリングまたはスノーケリングと呼ばれる。

## 概要

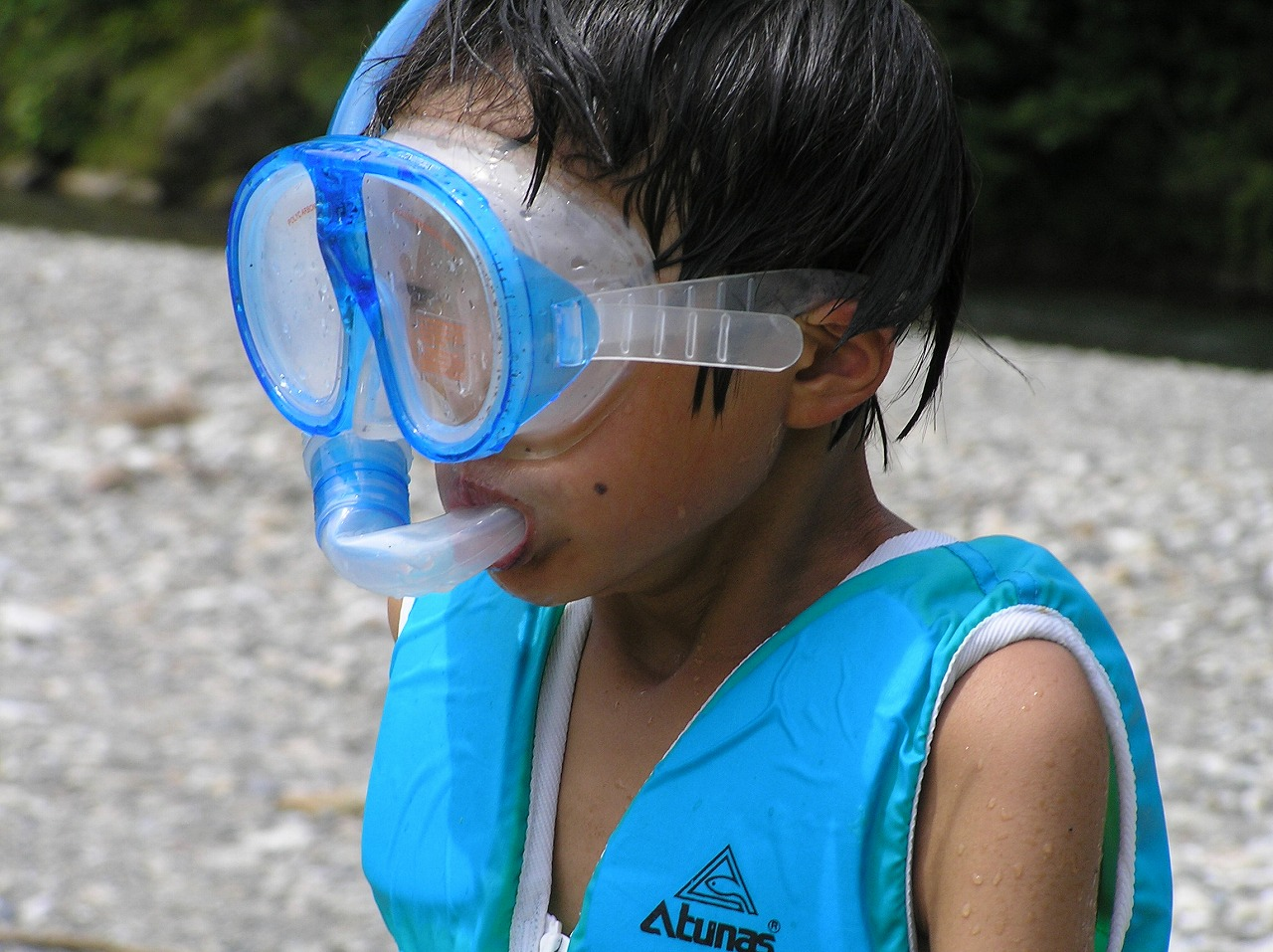
シュノーケルとマスクを装着した状態

浅い水中を泳ぐ際に、水面から顔を出しての息継ぎをすることなく呼吸するための呼吸用具。パイプ状になっているシュノーケルの下部分（マウスピース）を口に咥え、吸気口である上部分（アッパー）を水上に出して使用する。深い潜水になると、水圧によってシュノーケルでの呼吸はできなくなる（圧迫により吸気ができず、逆にシュノーケルを逆流して肺の空気が排出される）。
シュノーケルを使用する際には、一般的な競泳用ゴーグルや水中眼鏡ではなく、シュノーケルを取り付ける事ができる専用のマスクが必要となる。元来は軍用・水中レスキュー等で用いる際、身軽な行動が出来るように開発された器具であるが、近年ではレジャーダイビングにも盛んに利用されている。

## 種類

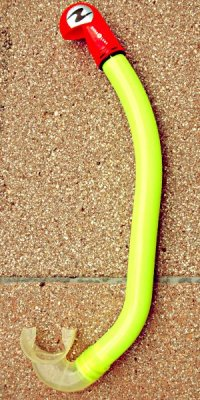
シュノーケル

今日では、メーカー各社から様々なシュノーケルが発売されており、多種多様な機能やデザインのシュノーケルがある。肺活量の異なる性別・年齢に合わせたタイプも多い。以下は、機能（構造）別にその種類を説明する。
排水弁無しタイプ
マウスピースからパイプの先まで特に変わった機構もない、基本的な構造のシュノーケル。
排水弁が付いていないため、パイプ内部に水が入った場合は呼吸ができなくなる。水が入った場合は、強く息を吐き出してパイプ上部からの水を噴出させるか、あらためてマウスピースを咥え直す必要がある。ただし、水を吐き出す場合も、ある程度の肺活量が必要とされるうえ、口に水が入って来ても慌てずに落ち着いて水を吐き出さなくてはならない。また、外部からの水が入ってこなかったとしても、口から出てくる涎がパイプの湾曲部に溜まってくるため、定期的な排水が必要になる。これらの理由により、ある程度の練習をしないと適正に用いることができないものの、昔ながらのシンプルな構造のシュノーケルであり、全タイプ中で最も安い値段で売られている。また、シンプルな形状ゆえに壊れにくく壊れても修理も容易である。
排水弁付きタイプ
マウスピース付近の湾曲部に排水弁を取り付けたシュノーケル。
シュノーケル内部の水を外に排出し、外部の水の侵入を防ぐ働きをする排水弁が取り付けられており、排水時にはパイプ上部と下向きの排水弁で分圧させる事で、排水に必要な気圧を低くすることができる。肺活量の少ない女性や子供には特に便利な機能であり、従来品（排水弁無しタイプ）よりは若干高価であるが、現在販売されているシュノーケルとしては主流である。
逆止弁付きタイプ
排水弁だけでなく、吸気口付近に逆止弁（逆流防止弁）も取り付けられたもの。
吸気は逆止弁から、呼気（排気）と排水はどちらも排水弁から行われる仕組みであり、シュノーケル内の流れは一方通行となる。高低差の観点から排水時に必要な空気圧が少なくすみ、出て行く物はすべて下から出る仕組みなので 呼吸＝排水となるので涎や細かな浸水の心配も少なくてすむ。 ただし、パイプ内が完全な一方通行なため、排水弁のみ付いているタイプと比べると浸水時の排水に必要な気圧はやや高めとなる。なお、排水弁のみのタイプと比べると高価である。
浸水防止弁付きタイプ
パイプ上部からの浸水を防止する構造を付けたシュノーケル。
浸水防止弁はパイプの上端部に取り付けられており、浮力を利用して潜水時や大きな波が来た時に自動的に弁を閉じることで浸水を防ぐ。メーカーごとに個々の仕組みや名称は異なり、ドライシュノーケル、ドライトップなどと呼ばれることが多い。排水弁付きと似ているが、空気の流れが完全に一方通行になるわけではない点が異なる。

## 危険性
気軽に使える半面、しばしば水を肺に吸い込み死亡する事故がおきている。わずかの波や使用角度によって吸気時に簡単に気道に水が入るため、パニックを起こしより強く呼吸をするため肺に水が入り、呼吸困難を引き起こす。また、シュノーケルは水面に浮かびながら使用するものであり、素潜りの場合は用いない。潜水すると管に水が入るため、水面に出ても管を通して呼吸することができない。取り扱いの不慣れな子供などに使用させる場合は、水が肺に入る可能性を示唆し、万が一入ってきた場合の対処の仕方をあらかじめ教示する必要がある。